# Alirio Díaz
Alirio Díaz (Carora, 12 novembre 1923 – Roma, 5 luglio 2016) è stato un chitarrista venezuelano.

## Biografia
Nacque il 12 novembre 1923, ottavo figlio di una famiglia contadina, a La Candelaria, nel territorio di Carora dell'Estado Lara. Mostrò sin da piccolo il suo talento, suonando diversi strumenti prima di optare per la chitarra, con la quale raggiungerà livelli esecutivi straordinari, che gli procureranno fama mondiale. Cecilio (Chío) Zubillaga Perera lo appoggiò e sostenne nella scelta della sua strada, divenendo per lui una sorta di pigmalione.
Arrivò a Caracas nel 1945, e iniziò a studiare musica presso la Escuela Superior de Música (dove ebbe come maestro di chitarra Raúl Borges). A partire dal 1950 si esibì con crescente successo in tutto il Venezuela, distinguendosi particolarmente in occasione di un concerto tenutosi nella capitale per celebrare il bicentenario dalla morte di Bach (del quale eseguì la celebre Ciaccona dalla Partita n. 2 in re minore BWV 1004).
Viaggiò in seguito in Europa; in Spagna accrebbe la sua fama di concertista e strinse importanti relazioni con i principali interpreti e compositori per la chitarra spagnola (fra cui Joaquín Rodrigo, Federico Moreno Torroba, García Nieto, Narciso Yépes, Emilio Pujol, Daniel Fortea, Eugenia Serrano e Federico Mompou).
Giunto in Italia nel 1951, conobbe Andrés Segovia; grazie a lui raffinò ulteriormente le sue doti artistiche, già eccezionali, e gli succedette nell'incarico presso l'Accademia Chigiana di Siena. Rimarrà in Italia, sua seconda patria, sino alla morte, viaggiando al contempo in tutto il mondo per svolgere la sua attività artistica
Per anni si dedicò all'insegnamento, oltre che a migliorare se stesso, ma dall'inizio degli anni ottanta ridusse l'attività didattica per dedicarsi a quella concertistica, realizzando tournée e incisioni discografiche.
Alirio Diaz è stato interprete di un repertorio che abbraccia pressoché tutta la letteratura chitarristica classica.

## Fonti
- Sito ufficiale di Alirio Diaz, su aliriodiaz.org.